# Leninszk-Kuznyeckij
Leninszk-Kuznyeckij (oroszul: Ленинск-Кузнецкий) város Oroszország Kemerovói területén, a Leninszk-kuznyeckiji járás székhelye. Régi neve 1922-ig Kolcsugino.
Népessége: 101 666 fő (a 2010. évi népszámláláskor).

## Elhelyezkedése
A Kuznyecki-medence központi részén, Kemerovo területi székhelytől délre, az Inya (az Ob mellékfolyója) felső folyásának partján helyezkedik el. Vasútállomás a Jurga–Novokuznyeck vonalon. Autópálya köti össze a terület két nagyvárosával: észak felé Kemerovóval, dél felé Novokuznyeckkel.

## Története, gazdasága
Kolcsugino falu nevét egy 1760 körül kelt iratban említik először. A közelében található szénlelőhelyen 1883-ban kisebb bányát nyitottak. Jurgából, a transzszibériai vasútvonal állomásától idáig vasútvonal épült, melyen 1915-ben indult meg a forgalom. A települést 1922-ben Leninónak nevezték el. 1925-ben várossá nyilvánították, akkor kapta mai nevét, 1926-ban járási székhely lett. A második világháború idején több nagy gyár berendezését az európai országrészből ide evakuáltak, az iskolákat hadikórházzá alakították. 1950 után új bányákat nyitottak, főként a város déli részén, Poliszajevóban, mely 1989-ben kivált Leninszk-Kuznyeckből és önálló város lett. 
A város a Kuznyecki-medence egyik nehézipari és szénbányászati központja. A szovjet időszakban változatos iparral rendelkezett. A régió egyik nagy bányagépgyártó vállalata, a Krasznij oktyabr ('vörös október') 1941-ben alakult. Ekkor evakuálták a harkovi gyár berendezéseit Leninszk-Kuznyeckijbe, és rögtön megszervezték a fegyvergyártást a front számára. A háború után az üzemet átállították bányagépek, bányászati berendezések gyártására. Az egykori nagyvállalat maradéka az 1990-es évek válságán egy német cég segítségével jutott túl, majd a 2000-es években kétszer is a megszűnés határára került.
Az izzólámpagyártás alapjait a nyugati országrészből 1942-ben evakuált berendezésekkel teremtették meg a városban. 1943-tól katonai optikai eszközökhöz optikai üveget állítottak elő. A háborús évek után szervezték meg a gyárban a lámpagyártást. Az izzólámpák kibocsátását 1950-ben kezdték meg, később már világítótesteket is készítettek. A Szovjetunió felbomlását követő válságos helyzetben a gyár egy ideig még kitartott, de 2002-ben csődbe jutott és 2004-ben végleg bezárt.
A városi textilkombinátot 1965-ben kezdték építeni, hogy a bányászcsaládok asszonyainak munkát biztosítsanak. 1972-ben adták át, fénykorában többezer dolgozója volt. A vállalat és a gyár 1993-ban gazdasági társasággá alakult, 2003-ban szintén megszűnt.